# Attagenus uniformis
Attagenus uniformis is een keversoort uit de familie spektorren (Dermestidae). De wetenschappelijke naam van de soort werd in 1860 gepubliceerd door Léon Marc Herminie Fairmaire in Fairmaire & Coquerel.